# اشچیانا
اشچیانا (به لاتین: Trzcianna) یک منطقهٔ مسکونی در لهستان است که در Gmina Nowy Kawęczyn واقع شده‌است.